# Лорензен Райт
Лорензен Верн-Гейн Райт (англ. Lorenzen Vern-Gagne Wright; 4 листопада 1975, Оксфорд, Міссіссіппі — 19 липня 2010, Мемфіс, Теннессі) — американський професіональний баскетболіст, що грав на позиціях центрового і важкого форварда за низку команд НБА.

## Ігрова кар'єра
На університетському рівні грав за команду Мемфіс (1994—1996).
1996 року був обраний у першому раунді драфту НБА під загальним 7-м номером командою «Лос-Анджелес Кліпперс». Професійну кар'єру розпочав 1996 року виступами за тих же «Лос-Анджелес Кліпперс», захищав кольори команди з Лос-Анджелеса протягом наступних 3 сезонів.
З 1999 по 2001 рік грав у складі «Атланта Гокс».
2001 року перейшов до «Мемфіс Ґріззліс», у складі якої провів наступні 5 сезонів своєї кар'єри.
Наступною командою в кар'єрі гравця була «Атланта Гокс», за яку він відіграв 2 сезони.
Останньою ж командою в кар'єрі гравця стала «Клівленд Кавальєрс», до складу якої він приєднався 2008 року і за яку відіграв один сезон.

## Статистика виступів в НБА

### Регулярний сезон
| Сезон             | Команда                 | GP  | GS  | MPG  | FG%  | 3P%  | FT%  | RPG | APG | SPG | BPG | PPG  |
| ----------------- | ----------------------- | --- | --- | ---- | ---- | ---- | ---- | --- | --- | --- | --- | ---- |
| 1996–97           | «Лос-Анджелес Кліпперс» | 77  | 51  | 25.1 | .481 | .250 | .587 | 6.1 | .6  | .6  | .8  | 7.3  |
| 1997–98           | «Лос-Анджелес Кліпперс» | 69  | 38  | 30.0 | .445 | .000 | .659 | 8.8 | .8  | .8  | 1.3 | 9.0  |
| 1998–99           | «Лос-Анджелес Кліпперс» | 48  | 15  | 23.6 | .458 | .000 | .692 | 7.5 | .7  | .5  | .8  | 6.6  |
| 1999–00           | «Атланта Гокс»          | 75  | 0   | 16.1 | .499 | .333 | .644 | 4.1 | .3  | .4  | .5  | 6.0  |
| 2000–01           | «Атланта Гокс»          | 71  | 46  | 28.0 | .448 | .000 | .718 | 7.5 | 1.2 | .6  | .9  | 12.4 |
| 2001–02           | «Мемфіс Ґріззліс»       | 43  | 33  | 29.1 | .459 | .000 | .569 | 9.4 | 1.0 | .7  | .5  | 12.0 |
| 2002–03           | «Мемфіс Ґріззліс»       | 70  | 49  | 28.3 | .454 | .000 | .659 | 7.5 | 1.1 | .7  | .8  | 11.4 |
| 2003–04           | «Мемфіс Ґріззліс»       | 65  | 46  | 25.8 | .439 | .000 | .733 | 6.8 | 1.1 | .7  | .9  | 9.4  |
| 2004–05           | «Мемфіс Ґріззліс»       | 80  | 77  | 28.6 | .469 | .000 | .662 | 7.7 | 1.1 | .7  | .9  | 9.6  |
| 2005–06           | «Мемфіс Ґріззліс»       | 78  | 58  | 21.7 | .478 | .000 | .564 | 5.1 | .6  | .7  | .6  | 5.8  |
| 2006–07           | «Атланта Гокс»          | 67  | 31  | 15.4 | .448 | .000 | .281 | 3.2 | .6  | .4  | .4  | 2.6  |
| 2007–08           | «Атланта Гокс»          | 13  | 1   | 11.4 | .294 | .000 | .500 | 2.8 | .2  | .2  | .2  | 1.0  |
| 2007–08           | «Сакраменто Кінґс»      | 5   | 0   | 2.6  | .250 | .000 | .000 | .2  | .2  | .0  | .0  | .4   |
| 2008–09           | «Клівленд Кавальєрс»    | 17  | 2   | 7.4  | .370 | .000 | .375 | 1.5 | .2  | .2  | .3  | 1.4  |
| Усього за кар'єру | Усього за кар'єру       | 778 | 447 | 23.8 | .459 | .069 | .645 | 6.4 | .8  | .6  | .7  | 8.0  |

### Плей-оф
| Сезон             | Команда                 | GP | GS | MPG  | FG%  | 3P%  | FT%   | RPG | APG | SPG | BPG | PPG  |
| ----------------- | ----------------------- | -- | -- | ---- | ---- | ---- | ----- | --- | --- | --- | --- | ---- |
| 1997              | «Лос-Анджелес Кліпперс» | 3  | 3  | 30.7 | .406 | .000 | 1.000 | 7.3 | .7  | 1.0 | .7  | 10.3 |
| 2004              | «Мемфіс Ґріззліс»       | 4  | 4  | 25.0 | .435 | .000 | .333  | 4.3 | .5  | 1.0 | .5  | 5.5  |
| 2005              | «Мемфіс Ґріззліс»       | 4  | 4  | 21.3 | .571 | .000 | .500  | 5.0 | 2.3 | .3  | .3  | 8.3  |
| 2006              | «Мемфіс Ґріззліс»       | 4  | 0  | 21.5 | .611 | .000 | .700  | 5.0 | .8  | .0  | 1.0 | 7.3  |
| Усього за кар'єру | Усього за кар'єру       | 15 | 11 | 24.2 | .495 | .000 | .652  | 5.3 | 1.1 | .5  | .6  | 7.7  |

## Особисте життя
Після смерті свого немовляти заснував у березні 2003 року благодійну організацію Sierra Simone Wright Scholarship Fund.
19 липня 2010 року був убитий 11-ма пострілами за нез'ясованих обставин. В результаті слідства, яке тривало сім років були виявлені двоє винуватців — Біллі Тернер, диякон однієї з церков та дружина баскетболіста Шерра Райт-Робінсон.